# Eduard von Schlichting
Eduard Karl Lorenz von Schlichting (né le 25 février 1794 à Berlin et mort le 9 décembre 1874 dans la même ville) est un général prussien de l'infanterie et directeur de l'Académie de guerre.

## Biographie

### Origine
Il est le fils du capitaine prussien Christoph Friedrich von Schlichting (1745-1799) et de sa femme Charlotte Sophie Christine, née von Kowalski (née en 1764). Elle est la fille du lieutenant-général prussien Georg Lorenz von Kowalski (de) (1717-1796).

### Carrière militaire
Avant le début de la guerre de la Quatrième Coalition, Schlichting est employé comme caporal dans le 53e régiment d'infanterie « von Larisch (de) » de l'armée prussienne. Il ne participe pas aux combats, mais devient inactif après la défaite de la Prusse et la paix de Tilsit en 1807. Ce n'est qu'avant le début de la campagne d'Allemagne que Schlichting est réactivé le 12 mars 1813 comme sous-lieutenant dans le 3e bataillon de réserve du 1er régiment d'infanterie prussien-occidental. le 21 Juin 1813, il est dans le 2e régiment d'infanterie prussien-occidental et participe aux sièges de Glogau et d'Erfurt ainsi qu'aux batailles de Dresde et de Culm lors de la campagne 1813/15. Schlichting reçoit la croix de fer de 2e classe et l'Ordre russe de Sainte-Anne de 3e classe pour ses actions lors de la bataille de Leipzig. Il combat ensuite à Laon, Paris et est blessé à la bataille de Ligny par une balle dans la cuisse gauche.
En tant que premier lieutenant, Schlichting est commandé à partir du 1er octobre 1817 pour poursuivre sa formation à l'école générale de guerre. À l'issue de celle-ci, il est commandé au corps de cadets du 18 avril 1820 au 23 février 1822, puis il sert de guide aux deux jeunes princes de Solms-Braunfels, neveux du roi prussien Frédéric-Guillaume III. Tout en restant dans cette position, Schlichting est agrégé au 2e régiment à pied de la Garde, le 8 octobre 1823, promu capitaine le 18 janvier 1825 et finalement nommé gouverneur des princes en 1827. Après avoir été relevé de son commandement, Schlichting est transféré le 30 octobre 1833 au 14e régiment d'infanterie à Stargard en tant que chef de la 2e compagnie. Il est ensuite affecté du 13 mars 1837 au 2 novembre 1842 comme major et commandant du 1er bataillon du 7e régiment de Landwehr à Schweidnitz. Ce bataillon devient ensuite le 3e bataillon du 10e régiment de Landwehr, dont Schlichting continue à être le commandant. Le 5 février 1843, il rejoint à nouveau le 7e régiment d'infanterie. En tant que lieutenant-colonel, Schlichting commande le régiment d'infanterie de réserve de la Garde à partir du 18 mai 1848, devient colonel à ce poste le 19 novembre 1849 et commande les troupes prussiennes à et autour de Francfort-sur-le-Main du 1er juin au 2 octobre 1850. Schlichting reçoit ensuite le commandement du 2e régiment de grenadiers de la Garde, avant de prendre en charge la 2e brigade d'infanterie de la Garde le 4 mai 1852. À ce poste, il est décoré de la croix de commandeur de l'Ordre de Léopold le 21 décembre 1852 et promu major général le 22 mars 1853. En tant que tel, Schlichting commande Berlin du 25 avril 1854 au 22 juillet 1857, puis est nommé commandant de la 11e division d'infanterie et promu lieutenant-général le 15 octobre 1857. En l'absence du général d'infanterie Lindheim, Schlichting est chargé de commander le 6e corps d'armée par intérim du 9 mai au 30 juin 1860.
Le 1er juillet 1860, Schlichting est finalement nommé directeur de l'Académie de guerre à Berlin. En reconnaissance de ses mérites, il reçoit l'Ordre de l'Aigle rouge de première classe, avec feuilles de chêne et épées sur l'anneau ainsi que les Grands-Croix de l'Ordre d'Albert, l'Ordre royal des Guelfes et l'Ordre de Dannebrog. À l'occasion des célébrations du 50e anniversaire des guerres napoléoniennes, Schlichting est membre du comité d'organisation et est également chargé d'inspecter la même année les contingents des troupes fédérales de Holstein, Lauenbourg, Mecklembourg, Oldenbourg, Hambourg, Lübeck et Brême.
Avec l'attribution du caractère de général d'infanterie, Schlichting est mis à disposition le 20 juin 1864. Il est chevalier de l'Ordre de Saint-Jean. Après sa mort, Schlichting est enterré le 12 décembre 1874 au cimetière des Invalides.

### Famille
Il se marie le 13 mars 1827 à Berlin avec Emilie Friederike Sophie Elisabeth von Warburg (1803-1887). Les enfants suivants sont nés de cette union :
- Alexandrine (née le 16. décembre 1827 et morte le 16 août 1898 à Berlin), chanoinesse
- Wilhelm Lorenz Sigismund (1829–1909), général d'infanterie prussien et historien militaire marié avec la comtesse Maria Johann Nepomucena Leopoldine Josephine Hedwig von Zieten (née le 5 février 1838 et morte le 2 juillet 1923) petite-fille du maréchal Hans Ernst Karl von Zieten
- Ulrich Ernest Karl (né le 24 juillet 1832 et mort en 1867 à Berlin), capitaine prussien du régiment de fusiliers de la Garde